# Prince of Persia 2: The Shadow and the Flame
"Prince of Persia 2" redireciona para cá. Para o artigo sobre o segundo jogo da segunda trilogia da série, veja Prince of Persia: Warrior Within.
Prince of Persia 2: The Shadow and the Flame é um jogo de plataforma que foi lançado pela Brøderbund em 1993. O jogo se passa onze dias após os eventos de Prince of Persia, na Pérsia, como também em vários outros locais. Durante este período de onze dias, o Prince foi aclamado como um herói que derrotou o maléfico Jaffar. Ele então rejeita todas as riquezas e pede a mão da princesa em casamento como recompensa, com que o Sultão da Pérsia relutantemente aceita.